# Johannes de Doperkerk (Ottersum)
De Johannes de Doperkerk te Ottersum is een rooms-katholieke kerk die centraal gelegen is in de dorpskom van Ottersum. Het gebouw is gelegen aan het Raadhuisplein in de directe nabijheid van de pastorie, de begraafplaats en het voormalige gemeentehuis van Ottersum. De kerk is onderdeel van de historische bebouwing aan dit plein, dat doorbroken wordt door de N291. Het is gebouwd in de stijl van het traditionalisme met expressionistische elementen. De situering van de kerk wordt stedenbouwkundig als zeldzaam aangemerkt.
Een aantal zaken maken het kerkgebouw noemenswaardig. Zo heeft het cultuurhistorische waarde, vanwege de uitdrukking van de ontwikkeling en emancipatie van het rooms-katholicisme in het begin van de twintigste eeuw en de typologische ontwikkeling van kerken in de Limburgse Maasvallei. Qua architectuur- en kunsthistorische waarden is het gebouw een van de kerken ontworpen door J. Schoenmakers. Daarnaast is de geornamenteerde en het hoogwaardige inventaris uit verschillende Limburgse ateliers noemenswaardig. De inventaris is bijzonder gaaf bewaard gebleven. Monumentenzorg wees de kerk dan ook in 2001 aan als beschermd monument.
De kerk is gewijd aan de heilige Johannes de Doper, die voorkomt in het wapen van Ottersum.

## Voorgeschiedenis
Tot 1844 was de patroon van de Ottersumse kerk de heilige Lambertus.
Tot 1931 stond op de begraafplaats van Ottersum een kerk, waarvan de muren uit de 15e of 16e eeuw dateerden. Het dwarsschip en het priesterkoor werden in 1842 gebouwd en de toren in 1865. De kerk was echter te klein, werd afgebroken en vervangen door de huidige kerk

## De kerk
De eerste steen van de kerk werd gelegd op 7 september 1930 door deken Kreyelmans van het decanaat Gennep waaronder de parochie van Ottersum viel. Nadat bouwpastoor Van Laer de kerk had ingezegend op 23 november 1931, consecreerde bisschop Lemmens de kerk op 18 september 1933.
Het schip is gelegen tussen de toren en apsis en heeft een spitstoelopend, leien zadeldak. Zowel aan de apsiszijde als aan de toren bevinden zich kruisarmen. De vensters en deuren zijn rechthoekig en rondboogvormig. De vensters zijn voorzien van glas-in-lood.
De rechthoekige toren staat midden voor het schip en heeft een leien tentdak, waarin aan alle zijden uitsparingen zijn aangebracht voor de uurwerken. Het uurwerk aan de noordzijde zou geplaatst zijn om de boeren op de achterliggende Aaldonk de mogelijkheid te geven de tijd te zien. Tevens bevindt zich aan iedere zijde twee hoge galmgaten.
In de kerkruimte ligt een vloer bestaande uit kleine rode, gele en grijze tegels. De wanden zijn met lambrisering van groen en bruin geglazuurde tegels. Het brede middenschip en smalle zijbeuken zijn gescheiden door grote rondbogen. De kerkbanken zijn origineel. Het plafond is een tongewelf rustend op witte consoles in een engelenvorm. Aan iedere voet van zulk een engel is een kleinere console aangebracht met een heiligenbeeld daarop.
Op de boog boven het hoofdaltaar en op de achterwand van de apsis zijn schilderingen van de hand van Daan Wildschut. Eveneens een drietal glas-in-loodramen alhier zijn van deze kunstenaar.
Het elektro-pneumatische kerkorgel met 31 registers is in 1948 gebouwd door de frima B. Pels & Zn uit Alkmaar. De windladen met slepen van zwelwerk en pedaal zijn in 1875 gebouwd door Aristide Cavaillé-Coll en zijn afkomstig van het orgel van het Paleis voor Volksvlijt te Amsterdam. Dit orgel werd verkocht aan de stad Haarlem voor het Concertgebouw aldaar. Het orgel te Haarlem kreeg in de jaren twintig van de twintigste eeuw pneumatische windladen van Adema. De windlade met slepen van het hoofdwerk is van Nolting uit Emmerich uit 1830 en komt uit het pijporgel van de vorige parochiekerk van Ottersum. De CC-windladen zijn voor de restauratie/reconstructie van het Haarlemse orgel teruggeplaatst. In Ottersumse bouwde Flentrop Orgelbouw binnen het bestaande meubel en met gebruikmaking van het pijpwerk op de benedentribune een (inwendig) grotendeels nieuw mechanisch orgel met elektrische registertractuur. Inwijding was op 7 september 2008.
Aan de achterzijde van de kerk bevindt zich de sacristie.

## Tweede Wereldoorlog
Ondanks dat de streek in de nadagen van de Tweede Wereldoorlog getroffen werd door grote verwoestingen, bleef de kerk en grote delen van Ottersum gespaard. Slechts 15 granaattreffers, de inbeslagname van de 3 klokken en roof en plundering moest de kerk verduren. Na terugkomst van de verplichte evacuatie in het najaar van 1944 werd geconstateerd dat men moedwillig had geprobeerd zo veel mogelijk te vernielen. Verschillende zaken waren kapotgetrapt, zoals een ciborie en paramenten waren overgoten met kerkolie. Het grootste deel van de inventaris was daags voor de evacuatie reeds onder leiding van de pastoor ingemetseld en bleef deze vernieling bespaard.
De pastorie die als kazerne van Engelse soldaten had gediend bleek na de oorlog volkomen leeggeplunderd te zijn en inwendig grondig vernield